# Jean de Vienne (incrociatore)
Il Jean de Vienne fu un incrociatore leggero della Marine nationale francese, appartenente alla classe La Galissonnière ed entrato in servizio nel febbraio 1937. Operativo durante la seconda guerra mondiale, rimase in servizio sotto il governo della Francia di Vichy finendo per essere autoaffondato dal suo stesso equipaggio il 27 novembre a Tolone per evitare che cadesse in mano ai tedeschi.

## Storia
Impostata il 20 dicembre 1931 nei cantieri dell'arsenale navale di Lorient, la nave fu varata il 31 luglio 1935 con il nome di Jean de Vienne in onore dell'omonimo ammiraglio francese della guerra dei cent'anni; l'unità entrò poi in servizio il 10 febbraio 1937, venendo assegnata alla 3ª Divisione incrociatori operativa nel mar Mediterraneo.
Allo scoppio della seconda guerra mondiale nel settembre 1939 il Jean de Vienne aveva appena completato un periodo di lavori di grande manutenzione a Tolone, e fu subito inviato nella base di Biserta per pattugliare le coste dell'Africa settentrionale nell'eventualità che il Regno d'Italia decidesse di entrare subito in guerra; in novembre l'incrociatore partecipò, con altre navi, al trasferimento delle riserve auree della Francia ad Halifax in Canada, rientrando a Tolone il 27 dicembre 1939.
Le attività operative del Jean de Vienne furono alquanto limitate perlomeno fino all'entrata in guerra dell'Italia nel giugno 1940; salpato per pattugliare gli accessi orientali allo stretto di Gibilterra in coppia con gli incrociatori La Galissonnière e Marseillaise, il 13 giugno il Jean de Vienne fu attaccato dal sommergibile italiano Enrico Dandolo ma evitò con una pronta manovra i siluri lanciati. Il 22 giugno 1940, giorno della capitolazione della Francia, il Jean de Vienne era di base ad Algeri; ai primi di luglio la nave fu inviata a scortare l'incrociatore Strasbourg fuggito indenne dall'attacco britannico alla base di Mers-el-Kébir, rientrando con lui a Tolone.
Rimasto sotto il controllo del Governo di Vichy, il Jean de Vienne vide scarso impiego per il resto del conflitto: posto in disarmo per essere sottoposto a lavori di grande manutenzione, l'incrociatore non tornò in servizio attivo fino al marzo 1941 ma, a parte poche sortite di esercitazione, trascorse il tempo all'ancora a Tolone. Il 27 novembre 1942, a seguito degli sbarchi anglo-statunitensi in Nordafrica e della conseguente invasione della Francia di Vichy ad opera dei tedeschi, il Jean de Vienne partecipò all'autoaffondamento della flotta francese a Tolone: le prese a mare della nave furono aperte e lo scafo, inondato di acqua, si adagiò sul basso fondale del porto.
Dopo lunghi negoziati tra tedeschi e italiani, nel dicembre 1942 si decise che il relitto dell'incrociatore passasse a questi ultimi perché potesse essere ripristinato e impiegato dalla Regia Marina; la nave venne quindi riportata a galla il 18 febbraio 1943 assumendo la designazione di FR.11. I lavori di ripristino a Tolone proseguirono molto a rilento e non erano ancora completati quando, nel settembre 1943, l'Italia si arrese agli Alleati; il FR.11 tornò sotto controllo tedesco, ma il 24 novembre 1943 lo scafo fu incendiato e parzialmente affondato durante un bombardamento aereo statunitense su Tolone.
Dopo la liberazione di Tolone nell'agosto 1944 fu valutata la possibilità di recuperare e ripristinare l'incrociatore, ma fu infine deciso di avviarne il relitto alla demolizione.